# Meritxell Margarit Torras

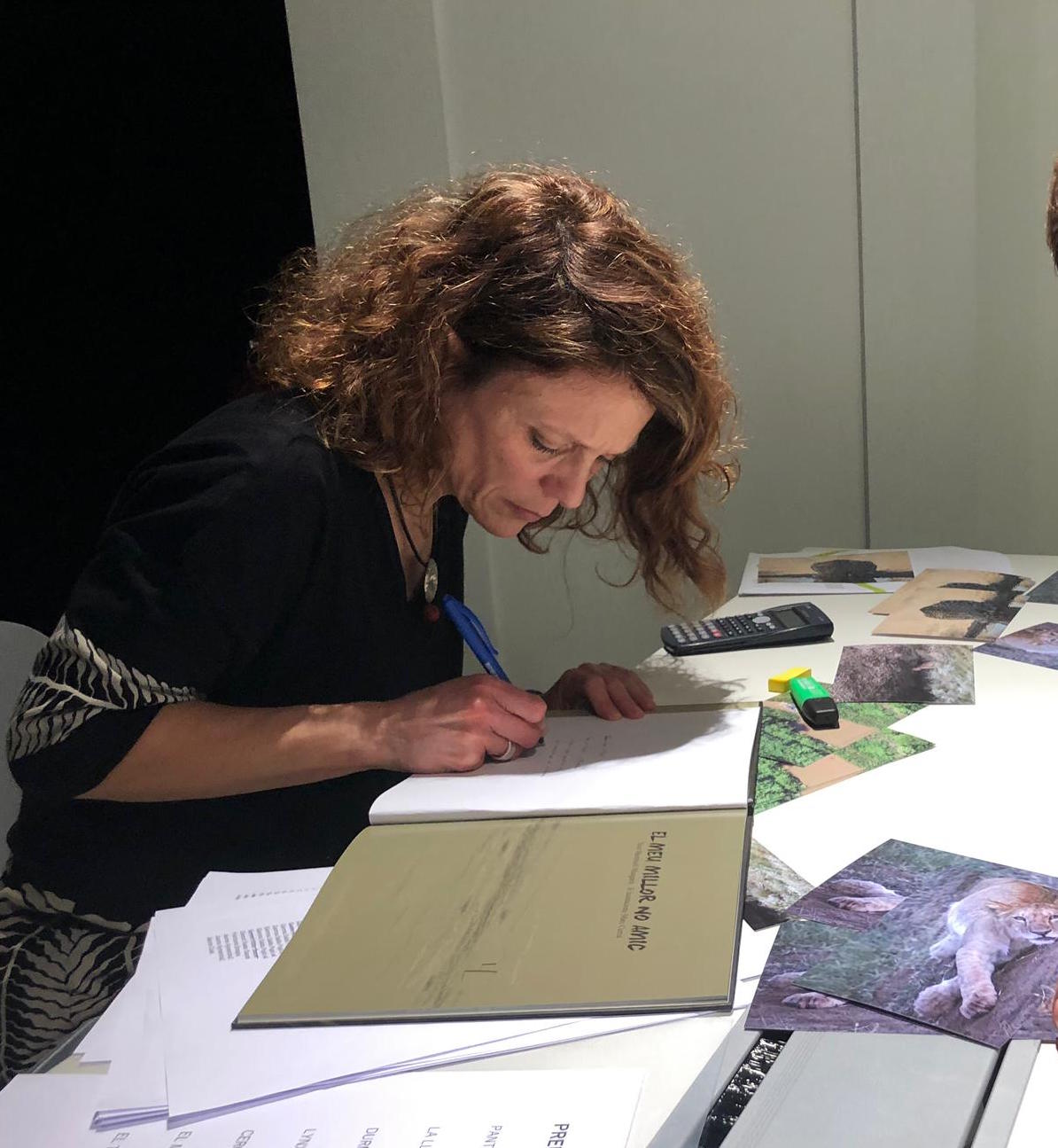
Meritxell Margarit Torras firmando uno de sus libros.

Meritxell Margarit i Torras (Barcelona, Cataluña, España 1970) es una periodista y escritora catalana especializada en contenidos para un público infantil, juvenil y familiar. A menudo, escribe sobre naturaleza y sobre literatura infantil y juvenil.

## Biografía
Es licenciada en periodismo por la Universidad Autónoma de Barcelona.
Ha publicado más de ochenta títulos, principalmente dirigidos a un público infantil y juvenil. En su obra, se incluyen novelas, cuentos, guiones de cómic, guías de viaje y textos divulgativos (biografías, recopilaciones históricas, libros de texto, proyectos educativos, etc.).
Entre sus libros para niños y jóvenes, destacan las guías de itinerarios y actividades para escolares y familias Catalunya en un conte (1997) y Catalunya en una llegenda (2001), los cuentos El pare té càncer (2007), Los zapatos de Marta (2009)y Sin manchas (2016); y los guiones de cómic para adolescentes La veu dels Kats (2005), De cara a la paret (2006) y Els correus de la Samira (2007). Su primera novela juvenil: Leonardo (2019), es una biografía novelada  de Leonardo da Vinci. Le sigue su versión sobre las aventuras de Robin Hood (2021) en una novela publicada en la misma colección que la anterior. Entre sus publicaciones más recientes, está Las ocho mil estrellas de Ànnia, un cuento ilustrado que habla del recorrido emocional de una niña en su lucha contra el cáncer a través de una alegoría que presenta una ascensión al Everest.  Para adultos, destacan las biografías y los libros sobre la historia de varias empresas de renombre: De reyes y guerreros. San Miguel, 40 años de historia (1996), Gaes: El sonido de la vida (1999), El valor del ingenio. Biografía de Juan Gassó Bosch (2006), La mecánica del éxito (2012).
Escribe en lengua catalana y castellana, y sus libros han sido traducidos también a otros idiomas.
Sus artículos y reportajes, esencialmente sobre viajes y temas relacionados con la naturaleza, han aparecido en distintas revistas y periódicos como el Magazine de La Vanguardia, Avui, Ara, GEO, Altaïr, Rutas del Mundo, Viure en família, Descobrir Catalunya, Cavall Fort, Tretzevents o La Revista dels Súpers.
Durante más de veinte años, ha formado parte del Seminario de Bibliografía Infantil y Juvenil de la Asociación de Maestros Rosa Sensat (Barcelona). Desde 2003, es miembro del jurado del Premio Pilarín Bayés de cuentos escritos por escolares (Editorial Mediterrània y Obra Social Sant Joan de Déu). En la actualidad, dirige varios clubs de lectura infantil y juvenil, y talleres de escritura creativa para adultos y jóvenes. Trabaja como creativa y autora de proyectos educativos para un público infantil y juvenil, y también familiar. En 2016, debutó como guionista: junto a Julio Mazarico y Unai Canela, es la responsable del guion de la película documental El viaje de Unai, dirigida por Andoni Canela y oficialmente candidata a los Premios Goya. Un año más tarde, junto a su pareja, se puso al frente del programa de televisión Espíritu salvaje. Entre sus obras más recientes, están los cuentos de la colección de álbumes ilustrados dedicada a la película documental El viaje de Unai: Mi mejor no amigo (2017) y El tesoro del cálao (2019), también editados en catalán. También ha sido la guionista de la película documental Panteras (2021), dirigida por Andoni Canela, y de la adaptación de esta para una serie de televisión emitida en TV2 (RTVE) durante el 2023. Asimismo, ha sido la responsable de desarrollar los proyectos educativos de estas producciones audiovisuales.